# Вільяр-дель-Інфантадо
Вільяр-дель-Інфантадо (ісп. Villar del Infantado) — муніципалітет в Іспанії, у складі автономної спільноти Кастилія-Ла-Манча, у провінції Куенка. Населення — 47 осіб (2010).
Муніципалітет розташований на відстані близько 100 км на схід від Мадрида, 50 км на північний захід від Куенки.

## Демографія
Динаміка населення (INE ):